# Jaroslav Tetiva
Jaroslav Tetiva (Chomutov, 4 febbraio 1932 – 2021) è stato un cestista cecoslovacco.
Era il fratello di Jiří Tetiva.

## Carriera
Con la Cecoslovacchia disputò due edizioni dei Giochi olimpici (Helsinki 1952, Roma 1960) e sei dei Campionati europei (1953, 1955, 1957, 1959, 1961, 1963).

## Palmarès
- Campionato cecoslovacco: 5

ATK Praga: 1953-54, 1954-55, 1955-56
Slovan Orbis Praga: 1956-57, 1958-59